# مارسيو فرناندس
مارسيو فرناندس (بالبرتغالية: Márcio Fernandes) هو منافس ألعاب قوى برتغالي، ولد في 18 مايو 1983 في البرتغال.